# Thiemsburg
Thiemsburg ist ein Ausflugsziel im Nationalpark Hainich. Hier befinden sich das Nationalparkzentrum mit dem Baumkronenpfad, das Hotel und Restaurant „Forsthaus Thiemsburg“, ein Wanderparkplatz mit über 300 Stellplätzen sowie eine Bushaltestelle.

## Geographie
Thiemsburg liegt etwa 20 km nordöstlich von Eisenach und 10 km westlich von Bad Langensalza in der Gemarkung Alterstedt im Unstrut-Hainich-Kreis in Thüringen. Naturräumlich gehört Thiemsburg zum Hainich. Es liegt auf etwa 340 m ü. NHN im Waldgebiet Langensalzaer Stadtwald.

## Geschichte
Am Platz der Thiemsburg befinden sich die letzten Reste einer Befestigungsanlage namens Schanzgraben, die den dort befindlichen Teich im Westen und Süden umschließen. Die Burg diente möglicherweise als Sperrburg einer alten, durch den Hainich führenden Handelsstraße – noch als der alte Zimmern’sche Weg bekannt.
Die erste Erwähnung war 1143, als der Abt des benachbarten Kloster Homburg, Thiemmo, den Wald bei der Diemarsburg erwarb, die Heinrich gehörte, dem Sohn Erchenberts von Wida (oder Bidaa). In der Nähe existierten zu dieser Zeit noch einige Rodungssiedlungen.
Bereits vor dem Dreißigjährigen Krieg wurde die Thiemsburg zu einer repräsentativen Hofanlage ausgebaut. Die Pächter nutzten die waldfreien Flächen zur Schafzucht. Zahlreiche historische Grenzsteine im Umkreis der Thiemsburg von 1741 zeigen das Wappen der Stadt Bad Langensalza sowie das der Herren Goldacker zu Weberstedt. Ein noch 1933 fotografiertes Steinkreuz ist inzwischen verschollen.
Wohl Mitte des 19. Jahrhunderts wurde auf dem Anwesen das Forsthaus Thiemsburg als 2½-geschossiger Fachwerkbau errichtet. Später erfolgten weitere Anbauten wie eine überdachte Terrasse und mehrere Baracken. Im Jahr 1915 wurde auf dem Gelände des Forsthauses Thiemsburg ein Gefangenenlager errichtet. Es ist jedoch nicht bekannt, ob dort jemals Gefangene untergebracht waren.
Am Forsthaus wurde in den 1960er Jahren ein Waldarbeiterhaus errichtet. Das Forsthaus wurde in der DDR zeitweilig als Gastronomie genutzt. Hinter dem Forsthaus entstand ein Sägewerk mit holzverarbeitender Produktion des VEB Militärforstwirtschaftsbetriebs Stielproduktion, Teile dieser Anlagen sind bis heute (2012) noch erhalten.
Heute findet sich dort einer der zahlreichen Rundwanderwege im Nationalpark Hainich. 200 Meter von der Thiemsburg befindet sich der Baumkronenpfad Hainich, der am 26. August 2005 eröffnet wurde.
Das „alte“ Forsthaus Thiemsburg wurde am 4. Januar 2006 abgerissen und 2007 durch einen gastronomisch genutzten Neubau ersetzt.